# Exserohilum protrudens
Exserohilum protrudens är en svampart som beskrevs av Alcorn 1988. Exserohilum protrudens ingår i släktet Exserohilum och familjen Pleosporaceae.   Inga underarter finns listade i Catalogue of Life.